# Madrid Masters 2005
Il Madrid Masters 2005 è un torneo di tennis che si è giocato sul cemento indoor. È stata la 4ª edizione del Madrid Masters,che fa parte della categoria ATP Masters Series nell'ambito dell'ATP Tour 2005. Il torneo si è giocato nella Madrid Arena di Madrid in Spagna dal 18 al 23 ottobre 2005.

## Campioni

### Singolare
Rafael Nadal ha battuto in finale  Ivan Ljubičić per 3–6, 2–6, 6–4, 6–3, 7–6(3).

### Doppio
Mark Knowles /  Daniel Nestor hanno battuto in finale  Leander Paes /  Nenad Zimonjić per 3–6, 6–3, 6–2.